# Wiki sémantique
Un wiki sémantique est un wiki doté de fonctionnalités permettant de formaliser le sens des articles. Il possède un modèle interne de représentation des connaissances qui sont décrites dans ses pages.
Il permet de rajouter des informations en métadonnées des articles, et de caractériser leurs relations. Il utilise pour cela une syntaxe de balisage compréhensible par des traitements automatisés.
En formalisant le contenu du wiki et en explicitant la signification des informations, le wiki sémantique permet par exemple de faire des recherches plus approfondies que celles basées uniquement sur des mots clés. Il devient ainsi une sorte de base de données relationnelle.
Il offre en particulier la possibilité de capturer ou d'identifier des informations sur les informations contenues dans les pages, ainsi que sur les relations entre les pages. Et ce, d'une manière pouvant être interrogée ou exportée par le biais de requêtes sémantiques portant sur une base de données.

## Exemple
Soit un wiki sur la généalogie d'une famille, avec des pages sur tous les membres de celle-ci. Le wiki sémantique permet de caractériser les relations entre les pages, par exemple en indiquant dans un lien que la cible a telle relation de parenté, père, fille, etc. Ainsi, à l'affichage, la page pourra ajouter automatiquement un menu avec ces relations : parents, enfants, frères et sœurs, en se fondant sur la valeur de ces liens, « enfant de », « père de », etc.
On peut imaginer toutes sortes de caractérisation des relations : héritage, mais aussi par exemple « est partie de », « est synonyme de », « se rapporte à », « a pour auteur », etc.

## Logiciels
Voici une liste de logiciels permettant de mettre en œuvre un wiki sémantique :
- Semantic MediaWiki
- Freebase
- ArtificialMemory
- SMW+